# Риджент-стріт
Риджент-стріт — вулиця в лондонському Вест-Енді, відома в першу чергу своїми магазинами, ресторанами і різдвяними вогнями, а також як одна з найважливіших лондонських магістралей. На вулиці знаходиться безліч відомих лондонських будинків, в тому числі Церква Всіх душ і Вестмінстерський університет.

## Історія
Вулиця названа на честь принца-регента (згодом короля Георга IV і часто пов'язується з ім'ям архітектора Джона Неша, хоча майже всі спроєктовані ним на цій вулиці будівлі вже не існують. Будівництво вулиці було розпочато в 1811 році і завершено в 1825, дизайн вулиці був прийнятий окремим парламентським актом 1813 року.
Велика частина магазинів розташована в центральній частині вулиці, що носить назву «квадрант». Спочатку тротуари на Риджент-стріт були обнесені колонадами, які захищали пішоходів від дощу, але потім ці колонади були знесені з метою розширення пішохідної зони.